# Hebius leucomystax
Espèce
Synonymes
- Amphiesma leucomystax David, Bain, Quang Truong, Orlov, Vogel, Ngoc Thanh & Ziegler, 2007

Statut de conservation UICN

 LC  : Préoccupation mineure
Hebius leucomystax est une espèce de serpents de la famille des Natricidae. 

## Répartition
Cette espèce se rencontre :
- au Laos dans la province de Khammouane ;
- au Cambodge dans la province de Mondol Kiri ;
- dans le centre du Viêt Nam.

## Publication originale
- David, Bain, Quang Truong, Orlov, Vogel, Ngoc Thanh & Ziegler, 2007 : A new species of the natricine snake genus Amphiesma from the Indochinese Region (Squamata: Colubridae: Natricinae). Zootaxa, no 1462, p. 41-60.